# Kulenur, Haveri
Kulenur là một làng thuộc tehsil Haveri, huyện Haveri, bang Karnataka, Ấn Độ.